# فرنسيس راسيل (كاتب)
فرنسيس راسيل (بالإنجليزية: Francis Russell)‏ هو كاتب أمريكي، ولد في 12 يناير 1910 في بوسطن في الولايات المتحدة، وتوفي في 20 مارس 1989 في فالموث في الولايات المتحدة.